# Kökényesd
Kökényesd (románul Porumbesti) település Romániában, Szatmár megyében.

## Fekvése
Szatmárnémetitől északkeletre fekvő település.

## Nevének eredete
Neve növényi eredetű. A környék kökénybokrairól kapta.

## Története
Kökényesd és környéke már az őskorban is lakott hely volt. Területén bronzkori leletek kerültek napvilágra.
Árpád-kori település. Nevét 1274-ben, a Váradi regestrum említette először terra Kukynus, Kukenes, Kukunusd, Kukyn neveken, 1319-ben  Kukenes, villa Kukynesd, Kukenesd, Kukunyesd, 1471-ben Kekenyesd, 1478-ban Kewkenyesd, Kekenyes, Kekeneyesd, Kewkewnesd, Kökönyösd' néven írták.
Az Árpád korban a Káta nemzetség birtokaihoz tartozott, melyet a Káta nemzetségbeli Gábor fia, Tamás kapott királyi adományként.
Az 1657 évi lengyel betörés alatt a lakosság megfogyatkozott.
A török hódoltság nem érintette ezt a területet, de betörések voltak.
Az 1700-as években, a  Rákóczi-szabadságharc idején hol a kurucok, hol a labancok eltartása nehezedett a népre. A lakosság csökkenésének mély pontja az 1717. évi tatár betörést megelőzően és utána következik be. A tatárok augusztus 27-én Szatmár felől érkeztek és végigpusztították a falut, a lakosság nagy része a tatárok elől a környező erdőkbe menekült, a  tatárok a házakat felgyújtották, a településről 57 jobbágyot vittek el, amelyből csak 32 tért vissza.
A megfogyatkozott lakosság pótlására rutén és tót családok telepedtek le a faluban, ők  a település görögkatolikus lakosainak az ősei.
1770-ben 55 család élt a faluban. 1865-ben készült térképen már 131 ház állt itt.
A 20. század elején Ugocsa vármegye Tiszántúli járásához tartozott.
1910-ben 1405 lakosából 1399 magyar volt. Ebből 349 római katolikus, 856 görögkatolikus, 138 izraelita volt.
2011-es népszámlálás alapján 2516 lakosából 2068 magyar, 25 román és 418 cigány anyanyelvű (5 fő ismeretlen).

## Közlekedés
A települést érinti a Nagyvárad–Székelyhíd–Érmihályfalva–Nagykároly–Szatmárnémeti–Halmi–Királyháza-vasútvonal.

## Nevezetességek
- Római katolikus templomát  Szent Imre tiszteletére szentelték. 1767-ben báró Perényi Imre építtette újjá. 1833-ban építettek hozzá tornyot. Oltárképét 1879-ben Hofrichter János budapesti művész festette.

## Híres emberek
- Jedrassik Jenő (Pest, 1860. okt. 30. – Kökényesd, 1919. dec. 25) festő itt halt meg a településen.
- Ráthonyi Ákos (1868. november 8. Kökényesd-1923 március 24 Nagyszőlős) színész-, operett- és népszínmű énekes itt született.